# Jan Pachl
Jan Pachl (* 12. září 1977 Praha) je český filmový a televizní scenárista a režisér.
V roce 2007 vystudoval režii na Filmové a televizní fakultě Akademie múzických umění. V roli režiséra je tvůrcem seriálů Cirkus Bukowsky a Rapl, celovečerních filmů Gangster Ka a Gangster Ka: Afričan, ale věnuje se i tvorbě reklamních spotů či cestopisných dokumentů.
Jeho otcem je pedagog a lékař prof. Jan Pachl a matkou je sochařka a malířka Magdalena Pachlová.

## Filmografie
- 2012 Cirkus Bukowsky (TV seriál)
- 2013 Zamilovaná (TV film)
- 2013 Idyla (TV film)
- 2014 Gangster KA (celovečerní film)
- 2015 Gangster KA: Afričan (celovečerní film)
- 2016 Rapl (TV seriál)
- 2019 Rapl II (TV seriál)[6]
- 2020 Volha (TV mini série)[7][8]
- 2023 Oktopus (TV seriál)